# Podatek naliczony
Podatek naliczony – w znaczeniu określonym w ustawie o podatku od towarów i usług (VAT) to suma:
- kwot podatku VAT określonych w fakturach otrzymanych przez podatnika przy nabyciu towarów i usług lub potwierdzających dokonanie przedpłaty, a także faktur od komitenta z tytułu dostawy towarów będącej przedmiotem umowy komisu,
- kwot podatku VAT wynikających z dokumentów właściwych dla importu towarów,
- kwot podatku należnego:
  - od importu usług,
  - od tych dostaw towarów, dla których podatnikiem jest nabywca tych towarów,
  - z tytułu wewnątrzwspólnotowego nabycia towarów,
  - z tytułu importu towarów objętych procedurą uproszczoną określoną w ustawie.

Kwota podatku naliczonego u nabywcy produktów rolnych może zostać zwiększona o zryczałtowany zwrot podatku, o ile spełnione zostaną dodatkowe warunki określone ustawą.